# Dorians
A Dorians egy örmény rockegyüttes. Ők képviselték az egy év után visszatérő Örményországot a 2013-as Eurovíziós Dalfesztiválon Malmőben.

## Történet
2009 áprilisában megnyerték a Legjobb új előadó-díjat Moszkvában, az éves Tashir Music Awardson. Ugyanebben az évben, júniusban tartották első nagykoncertjüket az örmény fővárosban, Jerevánban.
Ian Gillannel és Tony Iommival együtt egy jótékonysági koncerten vettek részt a Rock Aid Armenia-projekt keretében, egy Gjumriban található zeneiskola felújítása érdekében.
2010 novemberében négy szólókoncertjük volt Moszkvában. Ebben az évben az örmény National Music Awards az év legjobb rockegyüttesének nyilvánította őket. 2011-ben három díjat szereztek meg a díjátadón: Az év legjobb rockegyüttese, Az év legjobb videója és Az év legjobb vokálja díjakat.
2011 áprilisában felvették az első albumukat Brüsszelben. Augusztusban Serj Tankian koncertjén előzenekarként vettek részt az örmény fővárosban.
December 13-án a VAN Music Awards 2011-en a "Rock Number One"- és a "Man Number One"-díjakat szerezték meg.
December 22-én bemutatták első albumukat, ami a Fly címet viseli.
2012. szeptember 10-én a Karen Demirchyan Sport- és Koncertkomplexumban, valamint 13-án Hegyi-Karabahban Derek Sheriniannal és Glenn Hughesszal koncerteztek.
2013-ban a Malmőben tartandó Eurovíziós Dalfesztiválon az egy év kihagyás után visszatérő Örményországot fogják képviselni a Lonely Planet (magyarul: Magányos bolygó) című dalukkal.

## Tagok
- Gor Szudzsján - vokál (2008 -)
- Gagik Hodavirdi - gitár (2008 -)
- Arman Pahlevanján - billentyűs (2008 -)
- Edgar Szahakján - basszusgitár (2008 -)
- Arman Dzsalalján - dobok (2008 -)